# Jay Sebring
Thomas John Kummer  známý jako Jay Sebring (10. října 1933 Birmingham – 9. srpna 1969 Los Angeles) byl americký vlasový stylista celebrit a zakladatel korporace Sebring International. Dne 9. srpna 1969 byl i se svou bývalou přítelkyní Sharon Tate zavražděn v Los Angeles členy gangu Charlese Mansona (známého jako „Rodina“).